# Kwintessens
Kwintessens (Latijn: quinta essentia, letterlijk "vijfde wezen") was oorspronkelijk de Latijnse uitdrukking voor het vijfde element, dat Aristoteles aannam en ether noemde. Tegenwoordig betekent kwintessens "het essentiële", "het belangrijkste".

## Etymologie
Het woord is samengesteld uit quinta (het vijfde) en essentia (het wezen). Hiermee werd oorspronkelijk, het vijfde element naast de vier traditionele (Vuur, Lucht, Water, Aarde) bedoeld, dat in alle dingen latent aanwezig werd geacht. Het is een singulare tantum, dat wil zeggen dat de meervoudsvorm ontbreekt.

## Gebruik
In de oude en scholastieke filosofie is kwintessens of Ether de benaming die werd gegeven aan het vijfde immateriële element, naast en boven de vier stoffelijke elementen Lucht, Water, Aarde en Vuur.
De Griekse filosoof Aristoteles introduceerde het concept van een vijfde element naast de vier klassieke elementen. Hij noemde het obaia, een element dat de hele wereld doordrong. Middeleeuwse filosofen en alchemisten noemden het quinta essentia, de vijfde essentie. Zij dachten dat het een vorm van materie was, iets dat ze dus volgens een bepaalde methode zouden kunnen extraheren. De oude Indiase filosofen kenden eveneens het idee van een vijfde element. De vijf Sanskritische elementen of bhutas zijn Aarde, Wind, Vuur, Water en Ether. In de geschiedenis van de scheikunde werd de naam analogisch toegepast op het meest geconcentreerde extract van een stof.
In de natuurkunde is kwintessens de aanduiding voor een hypothetische vorm van donkere energie.